# 이동 로봇
이동로봇(Mobile Robot)은 지상에 고정된 로봇이 아닌 움직이는 로봇이다. 바퀴형 이동로봇(wheel-type mobile robot)과 보행형 이동로봇(legged mobile robot 또는 locomotive robot)이 있다. 로봇이 제조용 로봇에서 인간과 생활하며 서비스를 제공하는 서비스로봇으로 진화함에 따라 로봇에 이동능력을 주는 것이 보편화되어 이동로봇에 대한 수요가 급증하고 있다. 대표적인 이동로봇 제조기업으로는 유진로봇, 로보티즈, 트위니 등이 있다. 

## 같이 보기
- 가사지원 로봇
- 휴머노이드 로봇
- 산업용 로봇
- 로봇
- 로봇 팔
- 탐사차
- 와이파이